# Otto Glahn
Otto Michael Glahn (født 19. december 1813 i Tårs Præstegård på Lolland, død 27. maj 1879 i Nykøbing Falster) var en dansk tømrermester og arkitekt.
Glahn var tømrermester og fik i 1841 understøttelse af Den Reiersenske Fond og af Staten for at studere landbrugsbygninger i udlandet. Han nedsatte sig i Nykøbing F. og blev en meget benyttet lokal arkitekt, bl.a. på herregårdene. Således tegnede han Vennerslund (1845, fredet) i en senklassicistisk stil, der vidner om, at Glahn var velbevandret i G.F. Hetschs stil. I 1846 stod han for tegninger til og opførelsen af den ottekantede Nyord Kirke og i 1854 foretog han en gennemgribende restaurering af Gedesby Kirke.
I 1859 vandt han en præmie i Landhusholdningsselskabets konkurrence om landbrugsbygninger.
Han var gift med Eggertine Marie f. Gram (1811-1890) og var far til arkitekten H.C. Glahn, der også fik mange opgaver for landbruget.
Der findes en silhuet af Otto Glahn klippet af Niels Christian Fausing.